# 肉轴胡椒
肉轴胡椒（学名：Piper ponesheense）为胡椒科胡椒属的植物。分布在缅甸以及中国大陆的云南等地，生长于海拔1,400米至2,000米的地区，多生在石上、山谷林中、山顶及树上，目前尚未由人工引种栽培。